# Klerebo
Ej att förväxla med byn i Bankeryds socken, cirka 15 km nordväst om Jönköping.
Klerebo är en liten by belägen 25 km väster om Jönköping i utkanten av Bottnaryds socken.
Namnet kommer ursprungligen från ordet Klidrubodum.